# Nati nel 1990/Dicembre
| Questa pagina contiene informazioni ricavate automaticamente dalle voci biografiche con l'ausilio del template Bio e di un bot. L'aggiornamento è periodico e automatico e ricostruisce completamente la pagina. Se manca una persona in questa lista, sei pregato di non aggiungerla, ma accertati piuttosto che la sua voce biografica contenga il template Bio e che i dati anagrafici siano correttamente compilati. Se il template Bio manca, inseriscilo tu stesso o, in alternativa, metti l'avviso {{tmp\|Bio}} che ne segnala la mancanza. Se i dati riportati sono sbagliati, correggi direttamente la voce biografica; le modifiche saranno visibili in questa lista entro pochi giorni. Per chiarimenti vedi il progetto biografie. La lista contiene solo le 448 persone che sono citate nell'enciclopedia e per le quali è stato implementato correttamente il template Bio. Pagina aggiornata al 18 ago 2025. |

- 1º dicembre - Jarekious Bradley, ex cestista statunitense
- 1º dicembre - Chanel Iman, supermodella statunitense
- 1º dicembre - Jeferson Collazos, calciatore colombiano
- 1º dicembre - James Collins, calciatore inglese
- 1º dicembre - Katherine Copeland, canottiera britannica
- 1º dicembre - Kevin Cummings, ex giocatore di football americano e allenatore di football americano statunitense
- 1º dicembre - Michael Dixon, cestista statunitense
- 1º dicembre - Jean-Luke Figueroa, attore statunitense
- 1º dicembre - Liam Highfield, giocatore di snooker inglese
- 1º dicembre - Marvin Johnson, calciatore inglese
- 1º dicembre - Stanislav Kricjuk, calciatore russo
- 1º dicembre - Joshua Parker, calciatore antiguo-barbudano
- 1º dicembre - Tomáš Tatar, hockeista su ghiaccio slovacco
- 1º dicembre - Michael Tawiah, ex calciatore ghanese
- 1º dicembre - Stefan Ulmer, hockeista su ghiaccio austriaco
- 2 dicembre - Emmanuel Agyemang-Badu, calciatore ghanese
- 2 dicembre - Newkid, rapper svedese
- 2 dicembre - An Il-bom, calciatore nordcoreano
- 2 dicembre - Kassem El Zein, calciatore libanese
- 2 dicembre - Alexander Köll, ex sciatore alpino austriaco
- 2 dicembre - Carlos Labrín, calciatore cileno
- 2 dicembre - Erik Marxen, calciatore danese
- 2 dicembre - Sebastián Pérez Kirby, calciatore cileno
- 2 dicembre - Gastón Ramírez, calciatore uruguaiano
- 2 dicembre - C. S. Sabeeth, calciatore indiano
- 2 dicembre - Simon Schürch, canottiere svizzero
- 2 dicembre - Angélo Tulik, ex ciclista su strada e pistard francese
- 2 dicembre - Filippo Vedovotto, dirigente sportivo e ex pallavolista italiano
- 3 dicembre - Christian Benteke, calciatore congolese (Repubblica Democratica del Congo)
- 3 dicembre - Momčil Cvetanov, calciatore bulgaro
- 3 dicembre - Gianluca Di Gennaro, attore italiano
- 3 dicembre - Ben Eisenhardt, cestista statunitense
- 3 dicembre - Sharon Fichman, tennista canadese
- 3 dicembre - Kerys Harrop, ex calciatrice inglese
- 3 dicembre - Kim Myong-hyok, sollevatore nordcoreano
- 3 dicembre - Long Qingquan, sollevatore cinese
- 3 dicembre - Kevin Minter, giocatore di football americano statunitense
- 3 dicembre - Leopold Novak, calciatore croato
- 3 dicembre - Matt Reynolds, giocatore di baseball statunitense
- 3 dicembre - Fausto Rossi, calciatore italiano
- 3 dicembre - Toomaj Salehi, rapper e cantante iraniano
- 3 dicembre - Idrissa Sylla, calciatore guineano
- 3 dicembre - Airton Tirabassi, calciatore brasiliano
- 3 dicembre - Nick Yelloly, pilota automobilistico britannico
- 3 dicembre - Takuji Yonemoto, calciatore giapponese
- 3 dicembre - Sérgio Ricardo dos Santos Júnior, calciatore brasiliano
- 4 dicembre - Dylan Alcott, ex tennista e ex cestista australiano
- 4 dicembre - Ernst Brun Jr., ex giocatore di football americano statunitense
- 4 dicembre - Andrij Fedečko, pentatleta ucraino
- 4 dicembre - Elizabeth Field, pallavolista statunitense
- 4 dicembre - Lukman Haruna, ex calciatore nigeriano
- 4 dicembre - Roberto Heuchayer Santos de Araújo, calciatore brasiliano
- 4 dicembre - Yukiko Inui, sincronetta giapponese
- 4 dicembre - Haley Jacob, pallavolista statunitense
- 4 dicembre - Norma Kuhling, attrice, modella e doppiatrice statunitense
- 4 dicembre - Amita Kuttner, politico e astrofisico canadese
- 4 dicembre - Moonica Mac, cantante svedese
- 5 dicembre - Óscar Aguirre, pallavolista messicano
- 5 dicembre - Günay Ağakişiyeva, taekwondoka azera
- 5 dicembre - Montee Ball, ex giocatore di football americano statunitense
- 5 dicembre - Zied Boughattas, calciatore tunisino
- 5 dicembre - Alberto Chillon, rugbista a 15 italiano
- 5 dicembre - Ifeanyi Edeh, ex calciatore nigeriano
- 5 dicembre - Marvin Knoll, calciatore tedesco
- 5 dicembre - Adel Mechaal, mezzofondista spagnolo
- 5 dicembre - Spyros Mourtos, cestista greco
- 5 dicembre - Clive Murray, calciatore grenadino
- 5 dicembre - Ransford Osei, ex calciatore ghanese
- 5 dicembre - Cléber Janderson Pereira Reis, calciatore brasiliano
- 5 dicembre - Julio César Rodríguez Giménez, calciatore paraguaiano
- 5 dicembre - Vincent Sanford, cestista statunitense
- 5 dicembre - Benedikt Staubitzer, sciatore alpino tedesco
- 5 dicembre - Sergio Sylvestre, cantante statunitense
- 5 dicembre - Abel Tamata, ex calciatore olandese
- 5 dicembre - David Morris Taylor, lottatore statunitense
- 6 dicembre - Axel Augis, ginnasta francese
- 6 dicembre - Rahul Bheke, calciatore indiano
- 6 dicembre - Miguel Buval, ex cestista francese
- 6 dicembre - D.J. Cooper, cestista statunitense
- 6 dicembre - Kento Hayashi, attore giapponese
- 6 dicembre - Jack Hunt, calciatore inglese
- 6 dicembre - Richard Körner, cestista slovacco
- 6 dicembre - Cemal Kütahya, pallamanista turco († 2023)
- 6 dicembre - Tamira Paszek, tennista austriaca
- 6 dicembre - Jake Thomas, giocatore di football americano canadese
- 6 dicembre - Adaílton dos Santos da Silva, calciatore brasiliano
- 7 dicembre - Cameron Bairstow, ex cestista australiano
- 7 dicembre - Beatrice Baldaccini, attrice e cantante italiana
- 7 dicembre - Gilda Cerri, cestista italiana
- 7 dicembre - David Goffin, tennista belga
- 7 dicembre - Renate Jansen, calciatrice olandese
- 7 dicembre - Brian Johnson, giocatore di baseball statunitense
- 7 dicembre - Aleksandr Men'kov, lunghista russo
- 7 dicembre - Ida Nowakowska, attrice, ballerina e conduttrice televisiva polacca
- 7 dicembre - Marte Olsbu Røiseland, ex biatleta norvegese
- 7 dicembre - Denis Polochin, ex cestista russo
- 7 dicembre - Yasiel Puig, giocatore di baseball cubano
- 7 dicembre - Urszula Radwańska, tennista polacca
- 7 dicembre - Joey van Zegeren, cestista olandese
- 7 dicembre - Nikola Ćaćić, ex tennista serbo
- 8 dicembre - Giovanni Caccamo, cantautore italiano
- 8 dicembre - Tessa Gobbo, canottiera statunitense
- 8 dicembre - Shenise Johnson, ex cestista statunitense
- 8 dicembre - Lorenzo Lollo, calciatore italiano
- 8 dicembre - Vitālijs Maksimenko, ex calciatore lettone
- 8 dicembre - Miguel Ángel Mayé, calciatore equatoguineano
- 8 dicembre - Silas Namatak, calciatore vanuatuano
- 8 dicembre - Atonye Nyingifa, cestista statunitense
- 8 dicembre - Jakub Józef Orliński, controtenore polacco
- 8 dicembre - Stanislav Semënov, judoka russo
- 8 dicembre - Milorad Šutulović, ex cestista montenegrino
- 8 dicembre - Dana Terrace, animatrice e regista statunitense
- 9 dicembre - Ashleigh Brewer, attrice australiana
- 9 dicembre - Virginia Brunetti, doppiatrice italiana
- 9 dicembre - Charlotte di Calypso, modella francese
- 9 dicembre - Pierre-Étienne Drouault, cestista francese
- 9 dicembre - Craig Eastmond, calciatore inglese
- 9 dicembre - David Fuxman, arbitro di calcio israeliano
- 9 dicembre - Riku Heini, ex calciatore finlandese
- 9 dicembre - François Imbeau-Dulac, tuffatore canadese
- 9 dicembre - LaFee, cantante tedesca
- 9 dicembre - Mario Paonessa, canottiere italiano
- 9 dicembre - Ryan Robinson, giocatore di football americano statunitense
- 9 dicembre - Danny Ward, calciatore inglese
- 9 dicembre - Won Jeong-sik, sollevatore sudcoreano
- 10 dicembre - Mohammed Abdul Basit, calciatore ghanese
- 10 dicembre - Timo Beermann, calciatore tedesco
- 10 dicembre - Ivan Bobko, ex calciatore ucraino
- 10 dicembre - Travis Bond, giocatore di football americano statunitense
- 10 dicembre - Tereza Chlebovská, modella ceca
- 10 dicembre - Lenka Dürr, pallavolista tedesca
- 10 dicembre - Andrew Fitzgerald, cestista statunitense
- 10 dicembre - Daniel Alejandro Hernández, ex calciatore colombiano
- 10 dicembre - Pe'Shon Howard, cestista statunitense
- 10 dicembre - Javlon Ibrohimov, ex calciatore uzbeko
- 10 dicembre - Pál Joensen, nuotatore faroese
- 10 dicembre - Kang Ga-ae, calciatrice sudcoreana
- 10 dicembre - Trent Lockett, cestista statunitense
- 10 dicembre - Kazenga LuaLua, calciatore congolese (Repubblica Democratica del Congo)
- 10 dicembre - Abdessamad Mohammed, giocatore di calcio a 5 francese
- 10 dicembre - Wil Myers, giocatore di baseball statunitense
- 10 dicembre - Bryony Page, ginnasta britannica
- 10 dicembre - Francisco Palacios, calciatore panamense
- 10 dicembre - Teyana Taylor, cantante, attrice e ballerina statunitense
- 10 dicembre - Pontus Tidemand, pilota automobilistico svedese
- 10 dicembre - Shōya Tomizawa, pilota motociclistico giapponese († 2010)
- 10 dicembre - Aleksandr Volodin, scacchista estone
- 11 dicembre - Hassan Al-Haidos, calciatore qatariota
- 11 dicembre - Tedi Aleksandrova, cantante bulgara
- 11 dicembre - Billy Baron, ex cestista statunitense
- 11 dicembre - Julien Gobaux, ginnasta monegasco
- 11 dicembre - He Zi, tuffatrice cinese
- 11 dicembre - Hyolyn, cantante e attrice sudcoreana
- 11 dicembre - Kristjan Kitsing, cestista estone
- 11 dicembre - Maksim Koljuškin, cestista russo
- 11 dicembre - Artëm Komissarov, cestista russo
- 11 dicembre - Alexandre Letellier, calciatore francese
- 11 dicembre - Brandon McGee, giocatore di football americano statunitense
- 11 dicembre - Giammarco Menga, giornalista e scrittore italiano
- 11 dicembre - Alexander Nilsson, ex calciatore svedese
- 11 dicembre - Derrick Nix, cestista statunitense
- 11 dicembre - Marco Orsi, nuotatore italiano
- 11 dicembre - Alice Parisi, ex calciatrice italiana
- 11 dicembre - Eşqin Quliyev, ex calciatore azero
- 11 dicembre - Daniel Lemashon Salel, ex mezzofondista keniota
- 11 dicembre - Alper Uludağ, calciatore turco
- 11 dicembre - Alexa Demie, attrice e cantante statunitense
- 12 dicembre - Tommaso Benvenuti, rugbista a 15 italiano
- 12 dicembre - Richard Bett, maratoneta keniota
- 12 dicembre - Ibragim Callagov, calciatore russo
- 12 dicembre - Pablo Camacho, calciatore venezuelano
- 12 dicembre - Leslie Cikra, pallavolista statunitense
- 12 dicembre - Brice Dja Djédjé, calciatore ivoriano
- 12 dicembre - Michel Kaltack, calciatore vanuatuano
- 12 dicembre - Polat Kemboi Arıkan, mezzofondista e maratoneta turco
- 12 dicembre - Nixon Chepseba, ex mezzofondista keniota
- 12 dicembre - Andrij Kravec', goista ucraino
- 12 dicembre - Larisa Kuklina, biatleta russa
- 12 dicembre - Ashton Lambie, pistard statunitense
- 12 dicembre - Seungri, cantautore, attore e produttore discografico sudcoreano
- 12 dicembre - Sisay Lemma, maratoneta etiope
- 12 dicembre - Aleksandra Lisowska, maratoneta e mezzofondista polacca
- 12 dicembre - Luis Mendez, calciatore beliziano († 2013)
- 12 dicembre - Victor Moses, calciatore nigeriano
- 12 dicembre - David Norris, fondista statunitense
- 12 dicembre - Krista Pärmäkoski, fondista finlandese
- 12 dicembre - Romário Ricardo da Silva, calciatore brasiliano
- 12 dicembre - Ane Santesteban, ciclista su strada spagnola
- 12 dicembre - Tyron Smith, ex giocatore di football americano statunitense
- 12 dicembre - Renan, ex calciatore brasiliano
- 12 dicembre - Julia Soek, dirigente sportiva e ex ciclista su strada olandese
- 12 dicembre - Tengku Amir Shah, principe malese
- 13 dicembre - Arsen Chubulov, ex calciatore russo
- 13 dicembre - Fletcher Cox, ex giocatore di football americano statunitense
- 13 dicembre - Billy Forbes, calciatore britannico
- 13 dicembre - Leah Fortune, allenatrice di calcio e ex calciatrice brasiliana
- 13 dicembre - Anton Hysén, calciatore svedese
- 13 dicembre - Johannes Laaksonen, calciatore finlandese
- 13 dicembre - Lamar Mady, giocatore di football americano statunitense
- 13 dicembre - Zeke Marshall, cestista statunitense
- 13 dicembre - Milan Nitrianský, calciatore ceco
- 13 dicembre - Giulio Rincione, fumettista, illustratore e artista italiano
- 13 dicembre - Arantxa Rus, tennista olandese
- 13 dicembre - Isac Santos, pallavolista brasiliano
- 13 dicembre - Stipe Žunić, pesista e giavellottista croato
- 14 dicembre - Robert Covington, cestista statunitense
- 14 dicembre - Angelica Delgado, judoka statunitense
- 14 dicembre - Torino Hunte, calciatore olandese
- 14 dicembre - Kerron Johnson, cestista statunitense
- 14 dicembre - Darren Lok, calciatore malaysiano
- 14 dicembre - Daisuke Murakawa, goista giapponese
- 14 dicembre - Kayla Neto, pallavolista statunitense
- 14 dicembre - Davide Pascolo, cestista italiano
- 14 dicembre - Nicola Ruffoni, ciclista su strada italiano
- 14 dicembre - Dmytro Savyc'kyj, pesista ucraino
- 14 dicembre - Cheïbane Traoré, calciatore maliano
- 14 dicembre - Sep Visser, rugbista a 15 olandese
- 14 dicembre - Vukadin Vukadinović, calciatore serbo
- 14 dicembre - Rianne de Vries, pattinatrice di short track olandese
- 15 dicembre - Xenia Georgia Assenza, attrice tedesca
- 15 dicembre - Claudia Carta, calciatrice italiana
- 15 dicembre - Daneil Cyrus, calciatore trinidadiano
- 15 dicembre - Dai Xiaoxiang, arciere cinese
- 15 dicembre - Stephanie Enright, pallavolista portoricana
- 15 dicembre - Lokman Gör, calciatore turco
- 15 dicembre - Nehe Milner-Skudder, rugbista a 15 neozelandese
- 15 dicembre - Peter Nworah, calciatore nigeriano
- 15 dicembre - Armands Pētersons, calciatore lettone
- 15 dicembre - Kanstancin Rudenok, ex calciatore bielorusso
- 15 dicembre - Juliane Wurm, arrampicatrice tedesca
- 16 dicembre - Artūrs Ausējs, cestista lettone
- 16 dicembre - Bateria, ex giocatore di calcio a 5 brasiliano
- 16 dicembre - Aziz Behich, calciatore australiano
- 16 dicembre - Oğuz Ceylan, calciatore turco
- 16 dicembre - Dragan Ǵorgiev, calciatore macedone
- 16 dicembre - Christoph Hemlein, ex calciatore tedesco
- 16 dicembre - Eduard Lamas Alsina, hockeista su pista spagnolo
- 16 dicembre - Adel' Latypov, pallanuotista russo
- 16 dicembre - Yasmin Lucas, cantante brasiliana
- 16 dicembre - Rebecca Marino, tennista canadese
- 16 dicembre - Cassper Nyovest, cantante e rapper sudafricano
- 16 dicembre - Brandon Peterson, cestista statunitense
- 16 dicembre - Never Tigere, calciatore zimbabwese
- 17 dicembre - Henri Anier, calciatore estone
- 17 dicembre - Ashley Edner, attrice statunitense
- 17 dicembre - Abderrazak Hamdallah, calciatore marocchino
- 17 dicembre - Jovian Hediger, fondista svizzero
- 17 dicembre - Karen Ibasco, modella filippina
- 17 dicembre - Marie Lebec, politica francese
- 17 dicembre - Alexander Lloyd, canottiere australiano
- 17 dicembre - Serena Moneta, pallavolista italiana
- 17 dicembre - Bráulio Morais, ex cestista angolano
- 17 dicembre - Marith Prießen, calciatrice tedesca
- 17 dicembre - Osvaldo Rodríguez, ex calciatore costaricano
- 17 dicembre - Graham Rogers, attore statunitense
- 17 dicembre - Bojan Subotić, cestista serbo
- 17 dicembre - Tyler Young, attore statunitense
- 18 dicembre - Jade Anouka, attrice britannica
- 18 dicembre - Dmitrij Bivol, pugile russo
- 18 dicembre - Giovanni Borsotti, sciatore alpino italiano
- 18 dicembre - Manuel Cominotto, mezzofondista italiano
- 18 dicembre - Victor Hedman, hockeista su ghiaccio svedese
- 18 dicembre - El Alfa, rapper e musicista dominicano
- 18 dicembre - Antony Iannarilli, calciatore italiano
- 18 dicembre - Sune Kiilerich, calciatore danese
- 18 dicembre - Hiroko Kuwata, tennista giapponese
- 18 dicembre - Arvydas Novikovas, calciatore lituano
- 18 dicembre - Alexi Peuget, calciatore francese
- 18 dicembre - Fabian Rießle, combinatista nordico tedesco
- 18 dicembre - Mardan Tölebek, calciatore kazako
- 19 dicembre - Anastasija Baryšnikova, taekwondoka russa
- 19 dicembre - Torrey Craig, cestista statunitense
- 19 dicembre - Elvis Džafić, ex calciatore sloveno
- 19 dicembre - Ryan Grant, giocatore di football americano statunitense
- 19 dicembre - Kim Seoung-il, pattinatore di short track sudcoreano
- 19 dicembre - Landing Sané, cestista francese
- 19 dicembre - D.J. Stephens, cestista statunitense
- 19 dicembre - Jenna Thiam, attrice belga
- 19 dicembre - Tiago Volpi, calciatore brasiliano
- 19 dicembre - Alex Wright, atleta irlandese
- 19 dicembre - Natalia de Molina, attrice spagnola
- 20 dicembre - Kaspars Dubra, calciatore lettone
- 20 dicembre - Andrea Guasch, attrice, cantante e ballerina spagnola
- 20 dicembre - JoJo, cantante e attrice statunitense
- 20 dicembre - Adam Kemp, cestista statunitense
- 20 dicembre - Bugzy Malone, rapper britannico
- 20 dicembre - Adrien Monfray, calciatore francese
- 20 dicembre - Teja Oblak, cestista slovena
- 20 dicembre - Francesca Papaleo, calciatrice italiana
- 20 dicembre - Najma Parveen, velocista pakistana
- 20 dicembre - Miguel Ruiz González, cestista venezuelano
- 20 dicembre - Rosângela Santos, velocista brasiliana
- 20 dicembre - Minami Takahashi, doppiatrice giapponese
- 20 dicembre - Zef, disc jockey e produttore discografico italiano
- 20 dicembre - Robert Whittaker, artista marziale misto australiano
- 20 dicembre - Marta Xargay, ex cestista spagnola
- 20 dicembre - Erina Yamane, calciatrice giapponese
- 21 dicembre - Michael Brockers, ex giocatore di football americano statunitense
- 21 dicembre - Jo Coppens, calciatore belga
- 21 dicembre - Miloš Ćuk, pallanuotista serbo
- 21 dicembre - Mandeep Dhillon, attrice britannica
- 21 dicembre - Federico Falcone, ex calciatore argentino
- 21 dicembre - Giannīs Fetfatzidīs, ex calciatore greco
- 21 dicembre - Myrtille Georges, tennista francese
- 21 dicembre - Christian Koffi, calciatore ivoriano
- 21 dicembre - Taylor Louderman, attrice e cantante statunitense
- 21 dicembre - István Lévai, lottatore ungherese
- 21 dicembre - Edith Thompson Zulueta, ex cestista cubana
- 21 dicembre - Davide Viscardi, pattinatore di short track italiano
- 21 dicembre - Andressa de Morais, discobola brasiliana
- 22 dicembre - Chika Anzai, doppiatrice giapponese
- 22 dicembre - Deshorn Brown, calciatore giamaicano
- 22 dicembre - Jason Christie, ciclista su strada neozelandese
- 22 dicembre - Raymond Cotton, giocatore di football americano statunitense
- 22 dicembre - Abdou Darboe, ex calciatore gambiano
- 22 dicembre - Chelsae Durocher, modella canadese
- 22 dicembre - Manfred Gollner, calciatore austriaco
- 22 dicembre - Luis Daniel González, calciatore venezuelano
- 22 dicembre - Marko Ivović, pallavolista serbo
- 22 dicembre - Daniel Kaufmann, ex calciatore liechtensteinese
- 22 dicembre - Julius Kazakauskas, cestista lituano
- 22 dicembre - Emanuele Liuzzi, canottiere italiano
- 22 dicembre - Jean-Baptiste Maunier, attore, cantante e modello francese
- 22 dicembre - Trent Murphy, giocatore di football americano statunitense
- 22 dicembre - Josef Newgarden, pilota automobilistico statunitense
- 22 dicembre - Gabriel Quak, calciatore singaporiano
- 22 dicembre - Caio Secco, calciatore brasiliano
- 22 dicembre - Paul Tanui, mezzofondista keniota
- 22 dicembre - Óscar Valdez, pugile messicano
- 22 dicembre - Bernarda Ćutuk, pallavolista croata
- 23 dicembre - Tariq Al-Amri, mezzofondista saudita
- 23 dicembre - Robert Antonioli, scialpinista italiano
- 23 dicembre - Archand Bagsit, velocista filippino
- 23 dicembre - Alan Chávez, attore messicano († 2009)
- 23 dicembre - Mitch Haniger, giocatore di baseball statunitense
- 23 dicembre - Oscar Jansson, calciatore svedese
- 23 dicembre - Anna Maria Perez de Tagle, attrice e cantante statunitense
- 23 dicembre - Murod Xolmuhammedov, ex calciatore uzbeko
- 24 dicembre - Samuel Afum, ex calciatore ghanese
- 24 dicembre - Branimir Aleksić, calciatore serbo
- 24 dicembre - Dwayne Allen, giocatore di football americano statunitense
- 24 dicembre - Samir Ayass, ex calciatore libanese
- 24 dicembre - Brigetta Barrett, ex altista statunitense
- 24 dicembre - Peta Jensen, attrice pornografica statunitense
- 24 dicembre - Jordan Mills, giocatore di football americano statunitense
- 24 dicembre - Ryō Miyake, schermidore giapponese
- 24 dicembre - Thomas Van der Plaetsen, multiplista belga
- 24 dicembre - Mohammed Saeid, ex calciatore svedese
- 24 dicembre - José Rogério de Oliveira Melo, calciatore brasiliano
- 25 dicembre - Ramona Bachmann, calciatrice svizzera
- 25 dicembre - Mohamed Bassam, calciatore egiziano
- 25 dicembre - Garrett Cooper, giocatore di baseball statunitense
- 25 dicembre - Ronnia Fornstedt, modella svedese
- 25 dicembre - Lisa Larsen, ex fondista svedese
- 25 dicembre - Moreno Moser, ex ciclista su strada italiano
- 25 dicembre - Natanael Batista Pimienta, calciatore brasiliano
- 25 dicembre - Conny Perrin, tennista svizzera
- 25 dicembre - Mattia Placidi, tuffatore italiano
- 25 dicembre - Mikkel Rygaard Jensen, calciatore danese
- 25 dicembre - Erjon Vuçaj, calciatore albanese
- 25 dicembre - Andrew Wenger, ex calciatore statunitense
- 26 dicembre - Jon Bellion, cantante e rapper statunitense
- 26 dicembre - Andy Biersack, cantante e pianista statunitense
- 26 dicembre - Chris Borland, ex giocatore di football americano statunitense
- 26 dicembre - Denis Čeryšev, calciatore russo
- 26 dicembre - Mark Ebanks, calciatore britannico
- 26 dicembre - Cory Jefferson, ex cestista statunitense
- 26 dicembre - Darvid Kreepolrerk, attore thailandese
- 26 dicembre - Shōta Matsushima, attore e modello giapponese
- 26 dicembre - Illenium, disc jockey, musicista e produttore discografico statunitense
- 26 dicembre - Aaron Ramsey, calciatore gallese
- 26 dicembre - Ri Sang-chol, calciatore nordcoreano
- 26 dicembre - Alessio Viola, calciatore italiano
- 27 dicembre - Jarchinio Antonia, calciatore olandese
- 27 dicembre - Kyle Clemons, velocista statunitense
- 27 dicembre - Justin Ellis, giocatore di football americano statunitense
- 27 dicembre - Jay Emmanuel-Thomas, calciatore inglese
- 27 dicembre - Víctor Golas, calciatore brasiliano
- 27 dicembre - Erin Johnson, pallavolista statunitense
- 27 dicembre - Priyani Puketapu, modella neozelandese
- 27 dicembre - Milos Raonic, tennista canadese
- 27 dicembre - Cyril Richardson, ex giocatore di football americano statunitense
- 27 dicembre - Chris Shields, calciatore irlandese
- 27 dicembre - Eren Tozlu, calciatore turco
- 27 dicembre - Luis Trujillo, calciatore peruviano
- 27 dicembre - Juvhel Tsoumou, calciatore congolese (Repubblica del Congo)
- 27 dicembre - Zelina Vega, wrestler statunitense
- 28 dicembre - Marcos Alonso Mendoza, calciatore spagnolo
- 28 dicembre - David Archuleta, cantante e pianista statunitense
- 28 dicembre - Isaiah Armwood, cestista statunitense
- 28 dicembre - Sadio Diallo, ex calciatore guineano
- 28 dicembre - Martino Durand Varese, ex hockeista su ghiaccio italiano
- 28 dicembre - Đorđe Gagić, cestista serbo
- 28 dicembre - Chris Harris, rugbista a 15 britannico
- 28 dicembre - John Henson, ex cestista statunitense
- 28 dicembre - Bitiélo Jean-Jacques, ex calciatore haitiano
- 28 dicembre - Kim Kyu-min, pallavolista sudcoreano
- 28 dicembre - Kristijan Krajina, cestista croato
- 28 dicembre - Aleksandar Pejović, calciatore serbo
- 28 dicembre - A.J. Walton, cestista statunitense
- 29 dicembre - Chiara Cini, schermitrice italiana
- 29 dicembre - Nathaniel Curtis, attore e doppiatore britannico
- 29 dicembre - Tommaso D'Orsogna, nuotatore australiano
- 29 dicembre - Charles Folly Ayayi, calciatore togolese
- 29 dicembre - Sofiane Hanni, calciatore francese
- 29 dicembre - Erik Jonvik, ex calciatore e giocatore di calcio a 5 norvegese
- 29 dicembre - Richard Smallwood, calciatore inglese
- 30 dicembre - Saeid Afrooz, atleta paralimpico iraniano
- 30 dicembre - Josip Bilinovac, cestista croato
- 30 dicembre - Dídac Devesa, calciatore spagnolo
- 30 dicembre - Dương Thị Việt Anh, ex altista e multiplista vietnamita
- 30 dicembre - Nathan Eccleston, ex calciatore inglese
- 30 dicembre - Rey Fénix, wrestler messicano
- 30 dicembre - Susanne Grainger, canottiera canadese
- 30 dicembre - Jake Hsu, attore taiwanese
- 30 dicembre - Silao Malo, calciatore samoano
- 30 dicembre - Josh Navidi, rugbista a 15 britannico
- 30 dicembre - Michael Novak, calciatore austriaco
- 30 dicembre - Bruno Henrique Pinto, calciatore brasiliano
- 30 dicembre - Sok Rithy, calciatore cambogiano
- 30 dicembre - Edward Still, allenatore di calcio belga
- 30 dicembre - Ousmane Sylla, calciatore burkinabé
- 30 dicembre - C.J. Wilcox, ex cestista statunitense
- 31 dicembre - Gladson Awako, calciatore ghanese
- 31 dicembre - Carl Baptiste, ex cestista statunitense
- 31 dicembre - Giorgia Barp, ex tuffatrice italiana
- 31 dicembre - Diogo Campos Gomes, ex calciatore brasiliano
- 31 dicembre - Patrick Chan, ex pattinatore artistico su ghiaccio canadese
- 31 dicembre - Katie Forbes, wrestler statunitense
- 31 dicembre - Micah Hyde, ex giocatore di football americano statunitense
- 31 dicembre - Lago Júnior, calciatore ivoriano
- 31 dicembre - Wais Ibrahim Khairandesh, mezzofondista afghano
- 31 dicembre - Lars Magnus Klaussen, giocatore di calcio a 5 e calciatore norvegese
- 31 dicembre - Thomas Larkin, hockeista su ghiaccio italiano
- 31 dicembre - George Maguire, ballerino e attore britannico
- 31 dicembre - Cristina Molic, rugbista a 15 italiana
- 31 dicembre - Charles Philibert-Thiboutot, mezzofondista canadese
- 31 dicembre - Jakob Schubert, arrampicatore austriaco
- 31 dicembre - Johannes Sellin, ex pallamanista e allenatore di pallamano tedesco
- 31 dicembre - Anne-Elizabeth Stone, schermitrice statunitense
- 31 dicembre - Jordan Swing, cestista statunitense
- 31 dicembre - Baba Tchagouni, ex calciatore togolese
- 31 dicembre - Emanuele Testardi, calciatore italiano
- 31 dicembre - Hazel Tubic, rugbista a 15 neozelandese
- 31 dicembre - Marlon Williams, cantante neozelandese
- 31 dicembre - Trevardo Williams, giocatore di football americano giamaicano
- 31 dicembre - Zhao Jing, nuotatrice cinese
- 31 dicembre - Zhou Yun, ex calciatore cinese